# Transformée d'Abel

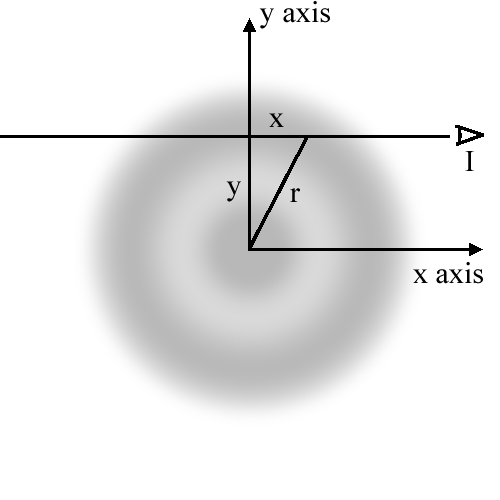
Geométrie de la transformée d'Abel en deux dimensions.

En mathématiques, la transformée d'Abel, nommée d'après Niels Henrik Abel, est une transformation intégrale de projection d'une fonction axisymétrique.
La transformée d'Abel {\displaystyle F} de la fonction {\displaystyle f} s'écrit :
{\displaystyle F(x)=2\int _{x}^{\infty }{\frac {f(r)r}{\sqrt {r^{2}-x^{2}}}}\,dr.}
Si {\displaystyle f(r)} converge plus rapidement que {\displaystyle 1/r}, on peut écrire la transformée d'Abel inverse :
{\displaystyle f(r)=-{\frac {1}{\pi }}\int _{r}^{\infty }{\frac {dF}{dx}}\,{\frac {dx}{\sqrt {x^{2}-r^{2}}}}.}

## Physique
La transformée d'Abel et son inverse ont un certain nombre d'utilisations dans le domaine de la physique, notamment dans le cas de distributions à symétrie circulaire en deux dimensions qui doivent être projetées en une dimension. C'est par exemple le cas pour la formation d'images optiques, la cartographie par radar ou la détection passive.